# Julien Bernard
Julien Bernard (Nevers, Nièvre, 17 de març de 1992) és un ciclista francès professional des del 2016. Actualment corre a l'equip Lidl-Trek.
El seu pare Jean-François també es va dedicar al ciclisme.

## Palmarès
- 2012
  - Vencedor d'una etapa al Tour de Côte-d'Or
- 2014
  - 1r al Gran Premi de Chardonnay
  - 1r al Gran Premi de Villapourçon
  - Vencedor d'una etapa al Tour Nivernais Morvan
  - Vencedor d'una etapa al Tour d'Auvergne
- 2015
  - 1r a la Châtillon-Dijon
- 1r al Tour Nivernais Morvan
  - Vencedor d'una etapa al Tour del Pays Roannais
- 2020
  - Vencedor d'una etapa al Tour dels Alps Marítims i del Var

### Resultats a la Volta a Espanya
- 2016. 57è de la classificació general
- 2017. 85è de la classificació general
- 2022. 88è de la classificació general
- 2023. 68è de la classificació general

### Resultats al Giro d'Itàlia
- 2017. 42è de la classificació general
- 2020. 49è de la classificació general

### Resultats al Tour de França
- 2018. 35è de la classificació general
- 2019. 30è de la classificació general
- 2021. 37è de la classificació general
- 2024. 22è de la classificació general